# コスタ・ファシノサ
コスタ・ファシノサ（Costa Fascinosa）は、2007年10月に コスタ・クルーズのために発注された コンコルディア級クルーズ客船である。コンコルディア級の設計を基礎として、コスタ・ファシノサは ヴェニスのフィンカンティエリの マルゲーラ 造船所で建造された。コスタ・クルーズ船隊が増設した5隻の船舶のひとつとして、本船は2012年5月6日に就航した。

## 設計と施工
コスタ・ファシノサと同型船であるコスタ・ファヴォロサは、コスタ・クルーズ船隊の24億ユーロの拡大計画の一部として、同社の乗客定員を50％増加させるために2009年から2012年の間に就航した5隻の船舶として、2007年10月に発注された。コスタ・ファシノサの建造には5.1億ユーロの費用がかかっている。
この2隻の船名はコンテストにより選ばれた。 第一段階では16,000組の名前が旅行会社とその顧客によって世界中から提出された。 名前についてはこれらの船舶が「魔法のような」「華やかな」場所であるというイメージを喚起するべきものとされた。 25組の名前が最終選考に残り、同社のウェブサイトに掲載され、42,000件以上の訪問者が好みの名前に投票した。 ファヴォロサ (イタリア語で"とても素晴らしい") とファシノサ ("魅力的な" あるいは "華やかな") が一組の名前として入選した。
同船は、コスタ・クルーズではすでに就航しているコンコルディア級の設計を基礎としている。 竣工時における同船の大きさは114,500 総トンであった。 従前のコンコルディア級客船よりも6室多い1,506客室に3,780名の船客を乗船させることができる
コスタ・ファシノサはコスタ・クルーズが就航した16番目の船舶である。 2010年9月3日に起工し、2012年5月5日にコスタ・クルーズに引き渡された

## 運航記録
コスタ・ファシノサは2012年5月6日に就航し、5月11日の通常運航開始前にプレビュー・クルーズを行い、東地中海を巡航した。 同船は、2012年11月には南アメリカに移動するが、2013年の夏季シーズンに向けて東地中海に帰還する予定である。

## バルド国立博物館での銃乱射事件
2015年3月18日、「コスタ・ファシノサ」と「スプレンディダ」がチュニスに停泊していた時、バルド国立博物館で武装犯が観光客を銃撃する事件が発生した。観光客のうち数人は「コスタ・ファシノサ」を降りてツアーバスに乗り込んだ人々であった。この船の乗客のうち3人が死亡、8人が負傷し、2人が行方不明のままである。